# FC Zebra
El FC Zebra es un equipo de fútbol de Timor Oriental que juega la LFA Segunda División, el segundo nivel de fútbol más importante del país.

## Historia
Fue fundado en el año 2004 en la capital Dili y fueron uno de los equipos fundadores de la liga, aunque nunca pudieron ganar el título de liga. También formaron parte de la Taça Digicel, aunque el torneo solamente duró dos años.
En el 2011 se jugó el último torneo de liga, año en el que dejó de participar, ya que no es uno de los equipos que participarán en la nueva liga de fútbol en la temporada 2014/15.
A nivel internacional han sido el primer club de Timor Oriental en disputar un torneo internacional, el Campeonato de Clubes de la ASEAN 2005, en la cual no pudieron superar la fase de grupos.
Pero en 2015 se refundaría para jugar en 2016 la LFA Primera División donde descendió a segunda y que está actualmente.

## Participación en competiciones de la ASEAN
| Temporada | Torneo                           | Ronda          | Club                 | Resultado |
| --------- | -------------------------------- | -------------- | -------------------- | --------- |
| 2005      | Campeonato de Clubes de la ASEAN | Fase de grupos | Nagacorp FC          | 3-0       |
| 2005      | Campeonato de Clubes de la ASEAN | Fase de grupos | Pahang FA            | 0-8       |
| 2005      | Campeonato de Clubes de la ASEAN | Fase de grupos | Hoang Anh Gia Lai FC | 1-14      |

## Jugadores destacados
| - Diamantino Leong - Jose Joao Pereira | - Did Feliano - Nelson Silva | - Jaime Victor da Costa Felipe - Demofilho Marques |